# Hohleite
Der Berg Hohleite hat eine Gipfelhöhe von 385,8 m ü. NN und zählt zum Naturpark Eichsfeld-Hainich-Werratal. Er befindet sich am Nordrand der Gemeinde Krauthausen und am östlichen Rand des Werratals um Creuzburg im Wartburgkreis in Thüringen.
Der vollständig bewaldete und forstwirtschaftlich genutzte Berg gehört zum „Lengröder Holz“. An seiner Nordseite entspringt der Molkengraben, ein Zufluss der Madel. An der Ostseite befinden sich mehrere geologische Aufschlüsse.